# Cornersville
Cornersville – miasto w Stanach Zjednoczonych, w stanie Tennessee, w hrabstwie Marshall.